# 二龙山镇
二龙山镇，是中华人民共和国黑龙江省佳木斯市富锦市下辖的一个乡镇级行政单位。

## 行政区划
二龙山镇下辖以下地区：
龙山村、三胜村、靠山村、西凤阳村、东凤阳村、北山村、康庄村、龙阳村、集民村、永乐村、庆平村、新兴村、太东村、向前村、春光村、长发村、永善村、德林村、双合村、新安村、莲花村、共荣村、永佳村、新富村、吉良村、北地界村、新卫村、新龙村、新宏村、新民村、新合村和新桥村。